# Raymond Mirande
Raymond Mirande (Bordeaux, 9 décembre 1932 - Gradignan, 10 octobre 1997) était un artiste français de l'émail et du vitrail.

## Vie et œuvre
Raymond Mirande nait à Bordeaux, rue d'Agen, en 1932, d'un père contremaître métallurgiste et d'une mère vendeuse. Avant guerre la famille déménage plusieurs fois dans Bordeaux (rue de Pessac, rue Saint-Genès) puis à Talence (rue Lamartine). Vers la fin de la guerre, les parents devenus commerçants s'installent dans le quartier des Capucins. Raymond fait ses études secondaires au lycée Montaigne.
En 1950, les parents s'établissent à Andernos comme agents immobiliers.
Dans les années 1950, Mirande commence à écrire des poèmes, qu'il publie dans des revues et en recueils. Jean Cayrol le publiera dans sa revue Écrire (1778-6614) aux Éditions du « Seuil ».
Il découvre et rencontre le philosophe italien francophone Lanza del Vasto, apôtre de la non-violence, qui l'influencera durablement.
En 1954 il entreprend des études de Lettres à l'université et découvre les techniques de l'émail (cloisonné, champlevé, émail peint), qu'il pratiquera toute sa vie. Ses thèmes récurrents seront les symboles chrétiens et les représentations animalières. Il travaille dans un atelier chez ses parents à Andernos.
Dans les dernières années 50, il déménage avec ses parents à Gradignan, banlieue de Bordeaux, où il installe son nouvel atelier. Il fait ses premières expositions et exposera désormais régulièrement en province, à Paris et à l'étranger.
En 1960 il épouse Nicole Baly, dont il aura deux enfants, Véronique en 1962, Christophe en 1967.
Dans les années 60 son travail d'artiste reçoit l'appui de personnalités du monde littéraire comme Jean Cayrol et François Mauriac. Ce dernier dira de lui : « Raymond Mirande pourrait, comme Lurçat, se glorifier d'avoir ressuscité un art qui a fait notre gloire et qui passait pour mort. ».
De 1961 à 1979 il écrit des critiques d'art pour l'hebdomadaire La Vie de Bordeaux.
En 1964 il commence à dessiner des vitraux, et continuera toute sa vie, pour des édifices religieux mais aussi non-religieux (mairie, bibliothèque, banque, château, maisons particulières). Il collaborera régulièrement avec son frère Marcel, architecte, de dix ans son cadet. Ses vitraux, dont certains sont des compositions abstraites, seront réalisés par le maître-verrier Jacques Dupuy, puis par son successeur Bernard Fournier.
En 1988 il est élu membre de l'Académie nationale des sciences, belles-lettres et arts de Bordeaux, institution qu'il présidera à partir de 1994.
Il meurt à 64 ans le 10 octobre 1997, d'une crise cardiaque, à Gradignan.

## Postérité
Une Association Raymond Mirande et ses Amis (ARMA), sise au 22 rue du Professeur Bernard, à Gradignan, a publié de 2000 à 2007 douze numéros d'un Bulletin de Liaison, maintenant disponible en ligne.
Il existe à Gradignan, depuis juin 2006, une allée Raymond Mirande.

## Vitraux
Lieux publics et semi-publics où voir des vitraux de Mirande.

### En Gironde
- Andernos : église Saint-Eloi.
- Arcins : château Barreyres.
- Arès : église Saint-Vincent-de-Paul.
- Baron : église Saint-Christophe.
- Bassens : église Saint-Pierre, bibliothèque municipale.
- Bordeaux : Centre Louis Beaulieu, clinique Grands Chênes, clinique Bel Air, Banque de France.
- Bruges : oratoire de la maison de retraite Bon Pasteur.
- Castelnau-de-Médoc : église Saint-Jacques.
- Gradignan : hôtel de ville, prieuré de Cayac.
- Le Haillan : église Notre-Dame-de-la-Merci.
- Lacanau-Océan : église Notre-Dame-des-Flots.
- Lanton : chapelle Saint-Louis, à Taussat.
- Sablons : mairie.
- Saint-Caprais-de-Bordeaux : église.
- Saint-Emilion : collégiale.
- Saint-Exupéry : église Saint-Exupère.
- Saint-Médard-de-Guizières : agence EDF-GDF.
- Talence : clinique protestante Bagatelle.
- Tauriac : église Saint-Etienne.
- Villenace d'Ornon : salle des fêtes.

### Hors Gironde
- Bordères-sur-l'Echez (64) : église Saint-Barthélémy.
- Kleinostheim (Bavière) : chapelle de la Mémoire.
- Monpazier (24) : maison de repos de Lolme.
- Sarlat (24) : hôtel des impôts.
- Veyrier-Genève (Suisse) : église Saint-Maurice.